# Donji Andrijevci
Donji Andrijevci è un comune della Croazia di 4 393 abitanti della regione di Brod e della Posavina.